# Arroyo Blanco, San Juan Lalana
Arroyo Blanco är en ort i Mexiko.   Den ligger i kommunen San Juan Lalana och delstaten Oaxaca, i den sydöstra delen av landet, 400 km sydost om huvudstaden Mexico City. Arroyo Blanco ligger 229 meter över havet och antalet invånare är 730.
Terrängen runt Arroyo Blanco är kuperad åt sydväst, men åt nordost är den platt. Runt Arroyo Blanco är det glesbefolkat, med 19 invånare per kvadratkilometer. Närmaste större samhälle är San José Río Manzo, 14,6 km norr om Arroyo Blanco. I omgivningarna runt Arroyo Blanco växer i huvudsak städsegrön lövskog.